# Porcellio triaculeatus
Porcellio triaculeatus är en kräftdjursart som beskrevs av Albert Vandel 1980. Porcellio triaculeatus ingår i släktet Porcellio och familjen Porcellionidae. Inga underarter finns listade i Catalogue of Life.